# Pattinaggio di velocità ai IV Giochi olimpici invernali - 1500 m maschile
La competizione dei 1500 metri maschili di pattinaggio di velocità dei IV Giochi olimpici invernali si è svolta il giorno 13 febbraio 1936 allo stadio del ghiaccio Rießersee di Garmisch-Partenkirchen.

## Risultati
| Pos.    | Atleta              | Nazione        | Tempi Parziali | Tempi Parziali | Tempi Parziali | Tempo Finale |
| Pos.    | Atleta              | Nazione        | 300m           | 700m           | 1100m          | Tempo Finale |
| ------- | ------------------- | -------------- | -------------- | -------------- | -------------- | ------------ |
| Oro     | Charles Mathiesen   | Norvegia       | 28"5           | 1'03"0         | 1'40"0         | 2'19"2       |
| Argento | Ivar Ballangrud     | Norvegia       | 28"5           | 1'04"0         | 1'41"0         | 2'20"2       |
| Bronzo  | Birger Wasenius     | Finlandia      | 28"5           | 1'04"0         | 1'41"5         | 2'20"9       |
| 4       | Leo Freisinger      | Stati Uniti    | 28"5           | 1'04"0         | 1'41"0         | 2'21"3       |
| 5       | Max Stiepl          | Austria        | 29"0           | 1'04"0         | 1'42"0         | 2'21"6       |
| 6       | Karl Wazulek        | Austria        | 29"0           | 1'05"5         | 1'43"0         | 2'22"2       |
| 7       | Harry Haraldsen     | Norvegia       | 28"5           | 1'04"0         | 1'42"0         | 2'22"4       |
| 8       | Hans Engnestangen   | Norvegia       | 29"0           | 1'05"5         | 1'43"0         | 2'23"0       |
| 9       | Ossi Blomqvist      | Finlandia      | 30"0           | 1'06"0         | 1'44"0         | 2'23"2       |
| 9       | Antero Ojala        | Finlandia      | 30"0           | 1'05"0         | 1'43"5         | 2'23"2       |
| 9       | Dolf van der Scheer | Paesi Bassi    | 29"5           | 1'06"0         | 1'44"0         | 2'23"2       |
| 12      | Karl Leban          | Austria        | 30"0           | 1'06"0         | 1'44"0         | 2'24"3       |
| 12      | Eddie Schroeder     | Stati Uniti    | 29"5           | 1'05"5         | 1'44"5         | 2'24"3       |
| 14      | Jan Langedijk       | Paesi Bassi    | 30"0           | 1'07"0         | 1'45"0         | 2'24"6       |
| 15      | Seien Kin           | Giappone       | 28"5           | 1'05"5         | 1'44"0         | 2'25"0       |
| 16      | Willy Sandner       | Germania       | 30"0           | 1'06"5         | 1'45"0         | 2'25"3       |
| 17      | Robert Petersen     | Stati Uniti    | 29"5           | 1'05"0         | 1'44"0         | 2'25"4       |
| 18      | Alfons Bērziņš      | Lettonia       | 30"0           | 1'07"0         | 1'45"0         | 2'25"8       |
| 19      | Shozo Ishihara      | Giappone       | 30"5           | 1'07"5         | 1'46"0         | 2'26"7       |
| 20      | Lou Dijkstra        | Paesi Bassi    | 30"0           | 1'08"0         | 1'47"0         | 2'27"2       |
| 20      | Åke Ekman           | Finlandia      | 29"5           | 1'06"0         | 1'46"0         | 2'27"2       |
| 22      | Aleksander Mitt     | Estonia        | 31"0           | 1'09"0         | 1'47"5         | 2'27"8       |
| 23      | Jānis Andriksons    | Lettonia       | 29"0           | 1'06"0         | 1'47"0         | 2'28"9       |
| 23      | Seitoku Ri          | Giappone       | 30"0           | 1'07"5         | 1'47"5         | 2'28"9       |
| 25      | László Hídvéghy     | Ungheria       | 30"5           | 1'09"0         | 1'48"0         | 2'29"0       |
| 25      | Ferdinand Preindl   | Austria        | 31"0           | 1'08"5         | 1'47"5         | 2'29"0       |
| 27      | Heinz Sames         | Germania       | 30"5           | 1'08"0         | 1'47"0         | 2'29"3       |
| 28      | Yasuo Kawamura      | Giappone       | 29"5           | 1'06"0         | 1'47"0         | 2'29"6       |
| 29      | Axel Johansson      | Svezia         | 30"0           | 1'07"5         | 1'49"0         | 2'29"9       |
| 30      | Roelof Koops        | Paesi Bassi    | 32"0           | 1'09"0         | 1'48"0         | 2'30"0       |
| 31      | Jaroslav Turnovský  | Cecoslovacchia | 30"0           | 1'08"0         | 1'48"0         | 2'30"5       |
| 32      | Allan Potts         | Stati Uniti    | 30"0           | 1'07"5         | 1'47"5         | 2'31"2       |
| 33      | Kenneth Kennedy     | Australia      | 30"0           | 1'08"0         | 1'48"0         | 2'31"8       |
| 34      | Thomas White        | Canada         | 31"0           | 1'10"0         | 1'51"0         | 2'34"2       |
| 35      | Oldřich Hanč        | Cecoslovacchia | 31"5           | 1'24"0         | 2'10"0         | 2'57"8       |
| 36      | James Graeffe       | Belgio         | 35"0           | 1'22"5         | 2'11"0         | 3'00"5       |
| 37      | Charles De Ligne    | Belgio         | 40"0           | 1'32"0         | 2'27"0         | 3'21"9       |